# Алисън Стоунър
Алисън Рей Стоунър (на английски: Alyson Rae Stoner) е американска актриса, танцьорка, хореограф и музикална изпълнителка.

## Ранен живот
Алисън Стоунър е родена на 11 август 1993 г. в Толидо, Охайо.

## Кариера
Стоунър играе Макс в „Лудориите на Зак и Коди“, Сара Бейкър в „Деца на килограм“, Камил Гейдж в „В ритъма на танца“ и Кейтлин Гелар в поредицата „Кемп Рок“.
Работи като танцьорка за няколко музикални изпълнители, измежду които Миси Елиът, Еминем, Kumbia Kings, Outkast и Уил Смит.
Стоунър е известна също като Сали от „Супер кратко шоу на Майк“, което се излъчва от 2002 до 2007 г. Тя изпълнява гласовете на Барбара Гордън и Бети Кейн в „Младежка лига“. В периода 2007 – 2015 г. озвучава Изабела Гарсия – Шапиро в хитовия анимационен сериал на Disney, „Финиъс и Фърб“.

## Личен живот
През март 2018 г. Стоунър се разкрива в своя авторска статия за списание Teen Vogue, заявявайки че „е привлечена от мъже, жени, и хора, които се идентифицират по други начини.“